# AllMovie
Allmovie（原名All Movie Guide）是包含關於電影明星、電影與電視劇資訊的線上商業資料庫。它由電影資料庫維護者Michael Erlewine與擁有數學哲學博士學位的Vladimir Bogdanov共同創辦，兩人亦創辦了Allmusic與Allgame。

## 历史
該資料庫已授權給成千上萬個發行商與銷售時點情報系統、網站與報攤使用。Allmovie資料庫非常豐富與廣泛，當中包含了基本的產品資訊、演員與製作人員名單、情節概要、傳記、專家評論與相關鏈接等。
Allmovie上的資料可透過網路於allmovie.com網站存取，亦可經由可自動識別DVD的媒體識別服務AMG LASSO存取。
該網站是All Media Guide的產品，其他還有Allmusic與Allgame。
2011年，Allmovie与Allmusic被整合至Rovi公司创办的Allrovi。

## 網路封鎖
依據GreatFire測試，該網站的HTTP連接自2013年或更早以來被中國大陸當局的網墻封鎖至今。

## 外部連結
- Allmovie（页面存档备份，存于）（英文）
- AllMovie的Facebook專頁 （英文）
- AllMovie的X（前Twitter） （英文）